# Till the World Ends
Till the World Ends (engl. für: „Bis die Welt untergeht“) ist ein Lied der US-amerikanischen Pop-Sängerin Britney Spears. Es ist die zweite Singleauskopplung aus ihrem siebten Studioalbum Femme Fatale. Till the World Ends wurde von Alexander Kronlund, Ke$ha, Dr. Luke und Max Martin geschrieben. Produziert wurde das Stück von Dr. Luke, Max Martin und Billboard. Die Single tauchte am 3. März 2011 überraschend im Internet auf, am folgenden Tag stellte Spears den Song persönlich in der KIIS-FM-Radioshow von Ryan Seacrest vor. Am 26. April 2011 veröffentlichte Spears den Song als „The Femme Fatale Remix“ und konnte dafür Nicki Minaj und Ke$ha als Gastsängerinnen gewinnen.
Till the World Ends ist Spears’ achter Top-3-Hit in den U.S. Billboard Hot 100 und der zweiterfolgreichste Radio-Hit ihrer Karriere nach I Wanna Go. Mit Verkäufen von über 2.638.000 ist das Lied zudem Spears dritterfolgreichste Single.

## Hintergrund

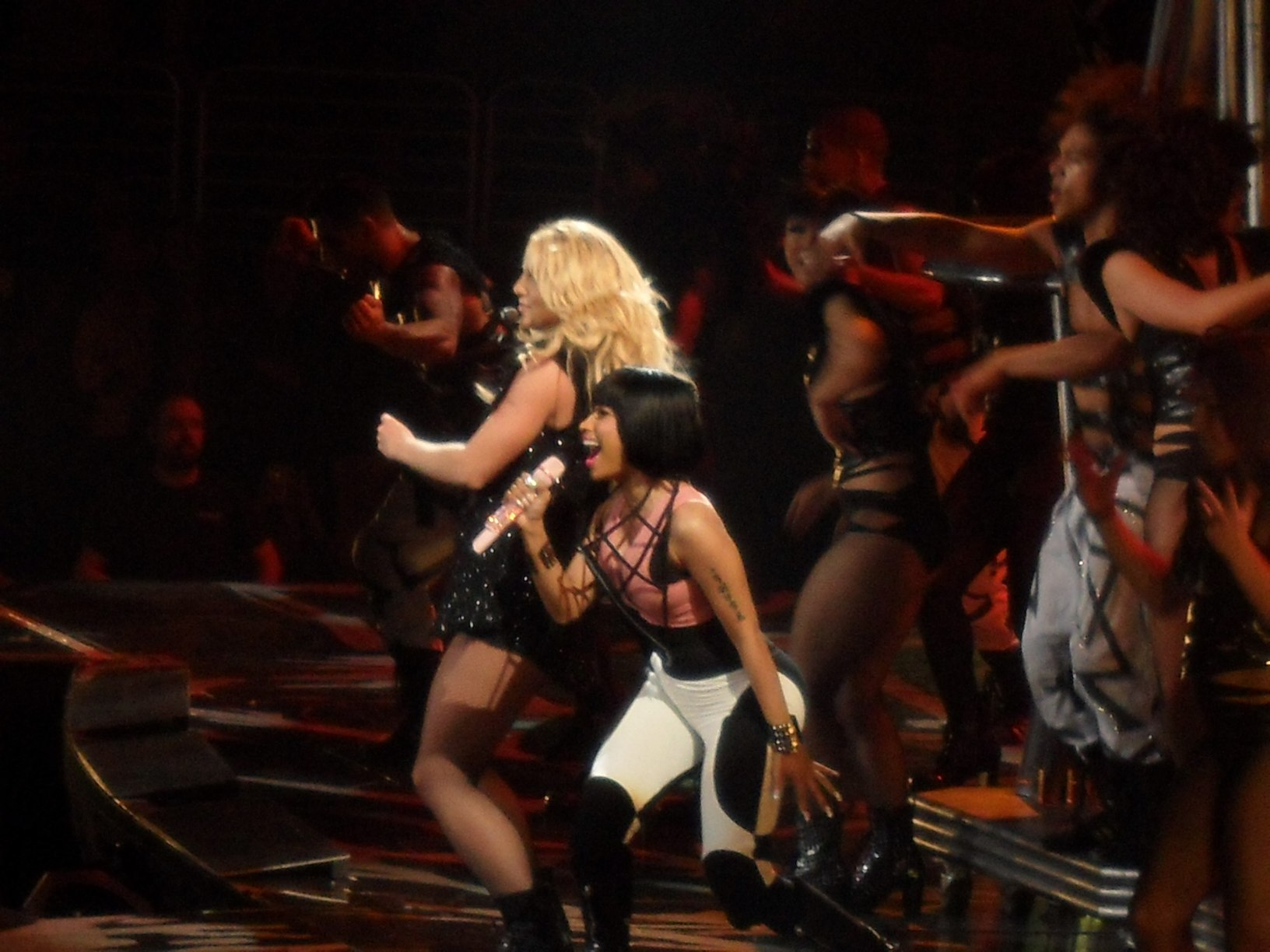
Britney Spears und Nicki Minaj singen den „The Femme Fatale“ Remix von Till the World Ends auf Britneys Femme Fatale-Tour.

In einem Interview mit dem US-Musikmagazin Spin am 11. Februar 2011 sprach Ke$ha über einen Song namens Till the World Ends, den sie zusammen mit Dr. Luke und Max Martin für das siebte Studioalbum der Sängerin Britney Spears geschrieben hatte. Am 2. März 2011 wurde das Single-Cover veröffentlicht. Am selben Tag wurde auf Amazon.de überraschend eine 30 Sekunden lange Hörprobe veröffentlicht. Till the World Ends erschien inoffiziell am 3. März 2011. Kurz darauf gab Spears durch Twitter und Facebook bekannt:
Looks like the cat’s out of the bag…
(zu deutsch: „Es sieht so aus, als sei die Katze aus dem Sack…“)
Am darauf folgenden Tag erfolgte die offizielle Radiopremiere in der Radioshow von Ryan Seacrest auf KIIS-FM mit Spears als Stargast. Till the World Ends wurde noch am selben Tag bei iTunes zum Kauf freigegeben, einige Tage früher als ursprünglich geplant war.
Am 22. April 2011 wurde bekannt, dass Nicki Minaj und Ke$ha auf einer Remix-Version des Songs als Gastsängerinnen vertreten sein werden. Bereits am selben Tag erschien der Remix inoffiziell im Internet, obwohl der US-Veröffentlichungstermin für iTunes zunächst auf den 25. April, dann allerdings auf den 26. April 2011 festgelegt wurde. Am 25. April 2011 veröffentlichte Spears auf Twitter das Cover von Till the World Ends (The Femme Fatale Remix), das alle drei Sängerinnen zeigt.
2011 präsentierte sie das Lied in mehreren Fernsehshows und während ihrer Femme Fatale Tour. Es ist ebenfalls Bestandteil ihrer aktuellen Las Vegas Show Britney: Piece of Me.

## Komposition
Till the World Ends ist ein Dance-Pop und Elektropop-Song, der mit Sirenen und einer „knisternden“ Bassline beginnt. Das Hauptsegment des Liedes „I cant take it take it take no more/Never felt like felt like this before/C'mon get me get me off the floor/DJ whatcha whatcha waitin' for!?“ soll die Verbindung zum Titel herstellen. Darauf folgt einen oft wiederholter „Whoa-oh-oh-oh“-Beat als Bridge. Das Lied endet mit den Zeilen „If you feel it let it happen/Keep on dancing till the world ends“.

## Musikvideo
Das Musikvideo zu Till the World Ends wurde von Ray Kay in Los Angeles gedreht. Am 17. März berichtete Spears über ihren ersten Drehtag und veröffentlichte dazu ein Foto auf Twitter.
Das Video wird in zwei Versionen veröffentlicht, wie Ray Kay via Twitter bestätigte. Eine Version wird sich mit einer apokalyptischen Handlung
befassen, während die andere hingegen sich rein auf die Tanz-Choreographie von Spears bezieht. Am 4. April wurde eine Vorschau des Musikvideos auf Britney Spears offiziellem Youtube-Account veröffentlicht. Am 5. April bestätigte Spears via Twitter, das die Veröffentlichung des Musikvideos am 6. April auf ihrem offiziellen Vevo-Account stattfinden wird. Bereits nach einer Woche wurde das Video über 10 Millionen Mal auf YouTube angeklickt.

## Charts
Parallel zur US-Radiopremiere am 4. März 2011 wurde Till the World Ends weltweit auf iTunes als Download veröffentlicht und erreichte u. a. in Mexiko und Spanien die Spitze der iTunes-Charts.
In Großbritannien stieg Till the World Ends am 6. März 2011 nach nur 2 gewerteten Verkaufstagen bereits auf Platz 55 der offiziellen Single-Charts ein und kletterte in der Folgewoche auf Platz 21. Am 8. März 2011 stieg der Song auf Platz 17 der norwegischen Charts ein und erreichte nach zwei Wochen Platz 2 als Höchstposition. Der Song debütierte in der ersten Chartwoche auf Platz 23 in Spanien sowie auf Platz 29 in Frankreich. In den französischen Charts verbesserte sich Till the World Ends bis auf Platz 7. Am 9. März 2011 gab das US-Musikmagazin Billboard bekannt, dass der Song sich digital innerhalb von drei Tagen nach seiner Veröffentlichung 117.000 Mal verkaufte und auf Platz 10 der Billboard Digital Songs Charts einsteigt. In den Billboard Hot 100 platzierte sich Till the World Ends mit diesem Ergebnis am 10. März 2011 auf Anhieb auf Platz 20. Bereits in der folgenden Woche kletterte der Song dank 158.000 verkaufter digitaler Einheiten und steigenden Radioeinsätzen auf Platz 9 der Billboard Hot 100; es ist Spears’ zehnter Top-10-Hit in den USA. Anschließend rutschte der Song auf Platz 23. Dank des durchweg positiv aufgenommenen Musikvideos verbesserte sich Till the World Ends stetig und erreichte am 14. April 2011 Platz 8 in den Hot 100. Nach der Veröffentlichung des Femme Fatale Remixes steigerten sich die Download-Verkäufe nochmals deutlich um 246.000 Einheiten, so dass Till the World Ends am 5. Mai 2011 sowohl in den Hot 100 als auch in den Digital Song Charts mit Platz 3 die höchste Chartposition erreichte. In den USA hat der Song mittlerweile Doppelplatin-Status für 2.000.000 verkaufte Einheiten erhalten.
In den Canadian Hot 100 platzierte sich der Song am 10. März 2011 zunächst
auf Platz 16, kletterte in der Folgewoche auf Platz 7 und rutschte dann auf Platz 19 ab. Dank der Videoclip-Premiere schaffte es der Song am 14. April 2011 zurück in die Top 10 und erreichte Platz 6. Nach der Remix-Veröffentlichung kletterte der Song am 5. Mai 2011 auf Platz 4. In Finnland stieg Till the World Ends auf Platz 10 ein und erreichte in der Folgewoche Platz 6. Den höchsten Charteinstieg verzeichnete der Song in Irland, wo er dank seiner hohen Downloadverkäufe auf Platz 7 einstieg. Es ist Spears’ 24. Top-10-Single in den irischen Charts. Am 11. März 2011 debütierte Till the World Ends sowohl in den dänischen als auch den niederländischen Charts auf Platz 29. In Dänemark erreichte der Song Platz 9 als Höchstposition. In der Schweiz platzierte sich der Song am 20. März 2011 auf Anhieb auf Platz 24. Nach nur zwei Wochen fiel der Song aus den Charts, stieg am 10. April 2011 aber wieder auf Platz 30 ein und erreichte am 15. Mai 2011 mit Platz 7 die höchste Chartplatzierung. Am 21. März 2011 erreichte der Song auch die australischen Singles-Charts und debütierte auf Platz 19. Am 25. April 2011 erreichte Till the World Ends mit Platz 8 seine Höchstposition. In Deutschland verpasste der Song wie bereits der Vorgänger Hold It Against Me aufgrund einer späten Veröffentlichung den Sprung in die Top 20 der Single-Charts. Till the World Ends erreichte in der ersten Chartwoche lediglich Platz 27, rutschte in der Folgewoche aber überraschend nur um eine Position auf Platz 28 ab. Zudem stand der Song mit 13 Wochen so lange in den deutschen Charts wie kein anderes Lied der Sängerin seit Womanizer.

## Chartplatzierungen
| ChartsChartplatzierungen       | Höchstplatzierung | Wochen |
| ------------------------------ | ----------------- | ------ |
| Deutschland (GfK)              | 27 (13 Wo.)       | 13     |
| Österreich (Ö3)                | 43 (5 Wo.)        | 5      |
| Schweiz (IFPI)                 | 7 (25 Wo.)        | 25     |
| Vereinigte Staaten (Billboard) | 3 (24 Wo.)        | 24     |
| Vereinigtes Königreich (OCC)   | 21 (14 Wo.)       | 14     |

| ChartsJahrescharts (2011)      | Platzierung |
| ------------------------------ | ----------- |
| Schweiz (IFPI)                 | 49          |
| Vereinigte Staaten (Billboard) | 27          |

## Auszeichnungen und Verkaufszahlen
| Land/Region                  | Auszeichnungen für Musikverkäufe (Land/Region, Auszeichnung, Verkäufe) | Verkäufe  |
| ---------------------------- | ---------------------------------------------------------------------- | --------- |
| Australien (ARIA)            | 2× Platin                                                              | 140.000   |
| Belgien (BRMA)               | Gold                                                                   | 15.000    |
| Dänemark (IFPI)              | Gold                                                                   | 15.000    |
| Frankreich (SNEP)            | —                                                                      | 104.800   |
| Italien (FIMI)               | Gold                                                                   | 15.000    |
| Mexiko (AMPROFON)            | Gold                                                                   | 30.000    |
| Neuseeland (RMNZ)            | Gold                                                                   | 7.500     |
| Schweden (IFPI)              | 3× Platin                                                              | 120.000   |
| Schweiz (IFPI)               | Gold                                                                   | 15.000    |
| Vereinigte Staaten (RIAA)    | 4× Platin                                                              | 4.000.000 |
| Vereinigtes Königreich (BPI) | Silber                                                                 | 200.000   |
| Insgesamt                    | 1× Silber · 6× Gold · 9× Platin ·                                      | 4.662.300 |

Hauptartikel: Britney Spears/Auszeichnungen für Musikverkäufe